# 第一新德米特里夫卡
46°46′31″N 34°21′48″E / 46.77528°N 34.36333°E
第一新德米特里夫卡（羅馬化：Novodmytrivka Persha）是位於烏克蘭南部的村莊，由赫爾松州海尼切斯克區的伊萬尼夫卡市鎮負責管轄。該村始建於十九世紀，面積23.8平方公里，海拔高度47米，2001年人口108，人口密度每平方公里4.5人。